# NGC 3467
NGC 3467 este o galaxie lenticulară situată în constelația Leul. A fost descoperită în 18 ianuarie 1828 de către John Herschel.